# Зорькин, Роман Александрович
Рома́н Алекса́ндрович Зо́рькин (род. 22 сентября 1985 года, Ульяновск) — российский классический гитарист, аранжировщик, композитор, лауреат всероссийских и международных конкурсов.

## Биография
Роман Зорькин родился 22 сентября 1985 года в Ульяновске, где начал своё обучение игре на классической гитаре. С 2001 по 2005 год учился в Музыкальном училище имени Гнесиных в классе Бардиной Анастасии Владимировны. Затем продолжил обучение в Российской академии музыки имени Гнесиных, где с 2005 по 2010 год совершенствовал мастерство игры на гитаре в классе Николая Андреевича Комолятова. Во время учёбы был стипендиатом Правительства Москвы, стипендиатом фонда «Молодые дарования России», лауреатом премии Министерства образования и науки РФ.
В 2003—2011 годах в составе квинтета «Soledad Orquestra», исполняющего аргентинское танго, выступал на международных танго-фестивалях в России, Бельгии, Австрии, Германии, Швейцарии, Нидерландах, Финляндии, Италии, Испании, Америки и других странах. Роман выступал на одной сцене с Себастьяном Арсе и Марианой Монтес, Мариано «Чичо» Фрумболи и Хуаной Сепульведой, Хулио Бальмаседой и Кориной Де Ла Росой. Также он участвовал в мастер-классах Зорана Дукича, Дэвида Расселла, Рикардо Гальена, Альваро Пьерри, Павла Штайдла.
В сотрудничестве с Вениамином Смеховым и его дочерью Аликой Смеховой создал программы «12 месяцев танго», «Роман с романсом» и «Старомодное признанье», где внёс свой вклад как аранжировщик и исполнитель.
После окончания учёбы преподавал в Музыкальном училище имени Гнесиных. На данный момент преподаёт в Музыкальном колледже им. А. Н. Скрябина, а также в Тамбовском государственном музыкально-педагогическом институте имени С. В. Рахманинова и в колледже им. В. К. Мержанова при нем. Среди его учеников более 25 лауреатов всероссийских и международных конкурсов. Обладатель Премии Министерства культуры Российской Федерации "Лучший преподаватель в области музыкального искусства в 2022 году".
Роман выступает с гастролями по всей России: от Калининграда до Дальнего Востока, а также за рубежом. В Москве его выступления проходили в Большом и Рахманиновском залах Московской государственной консерватории имени П. И. Чайковского, Московском международном доме музыки, Концертном зале имени П. И. Чайковского, Государственном Кремлёвском дворце. В его репертуаре можно встретить классику, латино-американскую музыку, балканский фольклор, джаз, русские романсы, собственные аранжировки. Среди композиторов, творчество которых он представляет в своей исполнительской деятельности, Мануэль де Фалья, Эйтор Вилла-Лобос, Луиджи Леньяни, Астор Пьяццолла, Ролан Диенс, Агустин Барриос, Маурицио Колонна, Никита Кошкин, Сергей Руднев, Виктор Козлов и многие другие.
В своей концертной деятельности Роман сотрудничал с Айдаром Гайнуллиным, Аркадием Шилклопером, Екатериной Мочаловой, Бориславом Струлёвым, Екатериной Гусевой, мандолинисткой Еленой Забавской, бандонеонистом Иваном Таланиным, финалисткой проекта «Голос» Алисой Игнатьевой, джазовым пианистом Евгением Лебедевым, композитором и пианистом Марком Гройзбургом. Также он выступал с камерными и симфоническими оркестрами, Академическим оркестром русских народных инструментов им. Н. Н. Некрасова.
23 мая 2023 года выступил с премьерой собственного сочинения — сюиты "Воспоминания" в трех частях для гитары и камерного оркестра — на фестивале «Мир гитары» в Калуге. Премьера состоялась в сопровождении камерного оркестра Musica Viva. 28 мая 2023 года сочинение было исполнено в концертном зале Зарядье в рамках гитарного фестиваля GUITARMAGFEST 2023 при участии камерного оркестра современной музыки OpensoundOrchestra.
Является автором проекта «Зимняя гитарная школа» в Тамбове.
Роман играет на гитаре, сделанной австралийским мастером Георгом Зиатасом, струны — D’Addario.

## Конкурсы
- Международный фестиваль-конкурс гитарного искусства «ГитАс», 1 место (Украина, Киев, 2005)[11].
- Конкурс «Молодые дарования России», 1 место (2006)[11].
- Всероссийский фестиваль-конкурс «Многоликая гитара» в номинации «классическая гитара» (2006)[11].
- Девятые Молодёжные Дельфийские игры России, 2 место (2010)[12].
- Первый всероссийский музыкальный конкурс, 1 место (Москва, 2013)[11].
- Международный конкурс им. Орехова, 1 место (Казань, 2015)[11].
- Международный конкурс «Золотой век гитары», Гран-при (Москва, 2015)[11].
- Международный конкурс им. Фраучи, 3 место (Москва, 2015)[11].
- Международный конкурс гитаристов, 1 место (Испания, Кадис, 2017)[11].

## Отзывы
«Быть художником своего времени — свойство особо ценное! Это удаётся единицам! Роман безусловно музыкант современный и универсальный. Ему подвластна как глубокая классика, так и фольклор и даже джаз! Зорькин ворвался в музыкальный мир и зажёгся как сверхновая звезда и другого такого нет! Он окрашивает своей индивидуальность абсолютно всё, а в русском фольклоре ему нет равных!»

— Сергей Руднев. Композитор, аранжировщик, обладатель премии «Национальное достояние России».

## Альбомы
В 2021 году фирма «Мелодия» выпустила альбом Романа Зорькина «Посвящение». Этот альбом посвящён творчеству Сергея Руднева..
|    | Roman Zorkin Dedication Music by Sergei Rudnev         |      |
| -- | ------------------------------------------------------ | ---- |
| 1  | Вечернее настроение                                    | 3:56 |
| 2  | Как у наших у ворот                                    | 3:25 |
| 3  | Виват, Маэстро                                         | 3:19 |
| 4  | Ой, да ты, калинушка                                   | 5:20 |
| 5  | Тульская хороводная                                    | 2:33 |
| 6  | Итальянское каприччио                                  | 4:31 |
| 7  | Самба «На три»                                         | 4:02 |
| 8  | Облака                                                 | 4:02 |
| 9  | Окрасился месяц багрянцем                              | 5:57 |
| 10 | Импровизация на тему песни Владимира Сидорова «Дружба» | 3:02 |
| 11 | Ушедший день                                           | 3:11 |

## Сочинения
Сюита "Воспоминания" в трех частях для гитары и камерного оркестра.
1. Чакарера.
2. Прикосновение.
3. Viento Fuerte [15].